# Ralf Rangnick
Ralf Rangnick (Backnang, 29 de junho de 1958) é um treinador, dirigente esportivo e ex-futebolista alemão. Atualmente comanda a Seleção Austríaca.

## Carreira
Apesar de estar envolvido no futebol desde os anos 1970, foi no final dos anos 1990, treinando o Ulm, que Rangnick se tornou conhecido. Com este, saiu da terceira divisão do futebol alemão em 1997 e chegou a 2. Bundesliga em anos sucessivos, jogando um futebol atrativo, contrastando com o costumeiro futebol pragmático praticado na Alemanha da época. Apesar disso, foi demitido em 1999[carece de fontes?] por ter assinado um contrato secreto durante o campeonato com o Stuttgart para assumir o clube na próxima temporada e que acabou vazando na imprensa durante o ano.
Em Stuttgart, obteve pouco sucesso, tendo como destaque apenas a Copa Intertoto da UEFA de 2000, e acabou demitido no início de 2001, assumindo o Hannover em seguida e conquistando o título da 2. Bundesliga em seu primeiro ano, com o clube retornando à primeira divisão após 13 anos. Deixou o clube em 2004, pouco antes do término da temporada, e foi contratado como treinador do Schalke 04 com a temporada seguinte já em andamento, mas deixando o clube no final do ano seguinte, apesar de ter conquistado a Copa da Liga Alemã apenas cinco meses antes.
Para 2006–07, assumiu o comando do Hoffenheim, então um inexpressivo clube da terceira divisão. Com forte investimento externo, o que tornou o clube um dos mais odiados da Alemanha, levou a equipe a Bundesliga em apenas dois anos, chegando assumir a liderança do campeonato em sua primeira temporada nesta. Deixou o clube no início de 2011 após não concordar com a venda do jogador brasileiro Luiz Gustavo ao Bayern München.
Rangnick retornou ao comando do Schalke 04 em 17 de março de 2011, quando assinou um contrato com validade até 2014. No entanto, permaneceu apenas até 22 de setembro, quando pediu demissão, alegando estar "sem energia" para levar o clube ao sucesso esperado. Apesar disso, conquistou o título da Copa da Alemanha e Supercopa da Alemanha em um time que contava com jogadores como o espanhol Raúl, o neerlandês Huntelaar e o alemão Neuer. Meses depois, assumiu como diretor esportivo do Red Bull Salzburg e do RB Leipzig. Em duas oportunidades, em 2015–16 e 2018–19, treinou a equipe do RB Leipzig,[carece de fontes?] levando o clube a Bundesliga na primeira vez, temporada em que também deixou o comando do Salzburg.
O estilo de jogo de Rangnick foi influenciado por treinadores como Helmut Gross, Ernst Happel, Valeriy Lobanovskiy, Arrigo Sacchi e Zdeněk Zeman, todos conhecidos por um estilo de jogo atrativo; e influenciando treinadores como Julian Nagelsmann. Para este último, o contratou para treinar o Leipzig, assumindo o comando do clube em 2018–19 enquanto Nagelsmann ainda estava em contrato com o Hoffenheim. Rangnick é creditado como um dos principais responsáveis pelo sucesso do RB Leipzig, principalmente por sua capacidade em recrutar jovens jogadores que acabam se destacando. Sobre isso, chegou a declarar: "Meu trabalho é melhorar os jogadores. Jogadores o respeitam como treinador se eles sentem que você os faz melhorar. Essa é a maior e mais sincera motivação que há."
Em 6 de junho de 2019, Ralf Rangnick, agora ex-diretor de futebol do RB Leipzig, sai do clube alemão e assume a função de chefe de Esporte e Desenvolvimento de Futebol das equipes de Nova York e do Brasil. Apesar do cargo que vai exercer, Rangnick seguirá morando na Alemanha. Ele fará visitas esporádicas ao Bragantino e ao RB New York. No Brasil, ele manterá contato direto com Thiago Scuro, CEO do RB no Brasil.
Em 29 de novembro de 2021, torna-se treinador do Manchester United.

## Títulos
Ulm
- Terceira Divisão Alemã: 1997–98

Stuttgart
- Copa Intertoto da UEFA: 2000

Hannover
- Segunda Divisão Alemã: 2001–02

Schalke 04
- Copa da Liga Alemã: 2005
- Copa da Alemanha: 2010–11
- Supercopa da Alemanha: 2011